# Arriva FLIRT
De Arriva FLIRT is een elektrisch aangedreven type treinstel van Arriva. De treinstellen worden gebouwd door de Zwitserse treinbouwer Stadler Rail en zijn gebaseerd op het FLIRT 3-platform van dit bedrijf. De treinen zijn besteld voor het regionale treinvervoer in Limburg. Deze concessie loopt van 2016 tot 2031.
De FLIRT (acroniem voor Flinker Leichter Innovativer Regionaltriebzug) is afgeleid van de Stadler GTW, met als belangrijkste verschil dat de aandrijfeenheden zich bij de FLIRT achter de cabines bevinden (i.p.v. in een aparte motorwagen). Dit treintype wordt gekenmerkt door licht en ruimte in het interieur door het gebruik van jacobsdraaistellen gecombineerd met brede open bakovergangen en een lage vloer. De lage vloer in combinatie met een uitschuifbare treeplank maakt het treinstel gemakkelijker toegankelijk voor personen met een fysieke beperking. Door het lage gewicht van het treinstel in combinatie met een hoog aanzetkoppel is het uitermate geschikt voor treindiensten met veel stops en korte haltetijden.

## Aanbesteding
- Op 3 november 2014 werd bekendgemaakt dat drie vervoerders zich hadden ingeschreven voor de Limburgse concessie: Abellio, Arriva en Veolia.
- Op 10 februari 2015 werd bekend dat Abellio het vervoer mag exploiteren in de Concessie Limburg.
- Op 28 april 2015 werd bekend dat Abellio fouten had gemaakt in de aanbestedingsprocedure door onrechtmatig informatie van een oud-medewerker van Veolia te gebruiken. De provincie Limburg besloot hierop de gunning van de concessie aan Abellio op te schorten en de toekomstopties te onderzoeken.
- Op 2 juni 2015 werd bekend dat de provincie Limburg nu overgaat tot het gunnen van de concessie aan Arriva.
- De aanschafkosten voor de FLIRT bedroegen in totaal c.a. € 200 miljoen.[1]

## Ontwerp en bouw
De FLIRT-treinstellen bestaan uit twee of drie rijtuigen die bij de bakovergangen opgelegd zijn op jacobsdraaistellen. Door het gebruik van een jacobsdraaistel is de bakovergang kort en breed, wat zorgt voor een grote mate van transparantie. Hierdoor hebben deze treinstellen brede bakovergangen en een lage vloer, zoals ook gebruikelijk is bij metro's en trams. Het ruime zicht door het gehele treinstel in combinatie met de aanwezige camera's heeft de bedoeling een gevoel van veiligheid op te leveren. De vloerhoogte is met 780 mm precies gelijk aan de hoogte van de meeste perrons. Er kan met maximaal 3 stellen in treinschakeling worden gereden. 
Van binnen ontbreken dwars-/kopwanden en tussendeuren, alleen de eerste en tweede klas worden door glazen deuren en tussenwanden van elkaar gescheiden. De treinstellen zijn onder andere voorzien van airconditioning, een reizigersinformatiesysteem met TFT-displays en automatische omroep, (beveiligings)camera's en een noodoproepsysteem waarmee na bediening van de reizigersnoodrem akoestisch contact met de machinist mogelijk is.
De treinstellen zijn voorzien van ATB-NG. Dit beveiligingssysteem kan ook overweg met ATB-EG.  

### Interieur
Reizigers hebben onder meer toegang tot usb-oplaadpunten voor het opladen van mobiele apparaten, stopcontacten, en een gratis toegankelijk wifi-netwerk. Verder zijn de treinstellen voorzien van een lage vloer, uitschuiftreden en een rolstoeltoegankelijk toilet om het reizen voor mensen met een fysieke beperking makkelijker te maken. Dit toilet is voorzien van een opklapbare plank om luiers te verschonen. In de treinstellen bevinden zich eerste en tweede klas afdelingen, een lounge en een ruimte voor het opstellen van fietsen. De stoelen in de 1e klas (van het type Kiel Match G2) zijn grijs uitgevoerd met oranje hoofdsteunen. In de tweede klas zijn de stoelen uitgevoerd in een blauw blokjespatroon met donkerblauwe hoofdsteunen. 

## Deeltypes en onderscheid
De FLIRT van Arriva kent drie verschillende deeltypes die zowel in uiterlijk als techniek van elkaar verschillen.  

### II
Het belangrijkste kenmerk van de II-treinstellen is dat deze uit twee delen bestaan. Verder zijn deze treinstellen te herkennen aan het feit dat ze voorzien zijn van het oude Arriva-logo. De II's en IIImc's zijn voorzien van inklapbare buitenspiegels, net als de NS R-net FLIRT. 
Deze stellen zijn vernoemd naar een bijzondere bestemming; zie Namen. De II's zijn vooral ingericht op een stoptreindienst; de II's hebben 4 deuren per zijde en een multifunctionele ruimte voor fietsen, rolstoelen en kinderwagens. De reisinformatie wordt meestal in het Nederlands omgeroepen, maar tijdens nachttreinritten wordt deze ook in het Engels omgeroepen.  

#### Techniek
De II's zijn slechts aangedreven aan één kant: de mABFk. Op deze bak bevindt zich ook de stroomafnemer. Achter de cabine aan deze kant van het treinstel bevindt zich één stroomomvormer; deze zet de spanning van de bovenleiding om in draaistroom waarmee de tractiemotoren worden aangedreven. Beide motoren worden afzonderlijk aangestuurd. De trekkracht van de tractiemotoren wordt overgebracht op de assen door een tandwieloverbrenging, in de verhouding 1 : 5,347.  

#### Aflevering
De eerste II (de 450) werd afgeleverd op 2 juli 2016. De roll-out vond plaats in Blerick op 15 juli 2016. In 2023 werden de eerste II's (de 455 en 456) voorzien van ETCS. 

### IIImc
De IIImc's zijn driedelige, multicourante treinstellen bestemd voor de Drielandentrein. Ze zijn geschikt voor Nederland, Duitsland en (vanaf 2024) voor België. Vanwege de drie stroomsystemen waarvoor deze stellen geschikt zijn, worden deze ook wel als tricourant of 3C aangeduid. 
Ze zijn te herkennen aan het nieuwe Arriva-logo en het ontbreken van de Limburgse leeuw op de zijkanten van de cabines (dit laatste op aandringen van België), de stickers onder de cabineruiten met de tekst Co-funded by the European Union en Drielandentrein-bestickering. De IIImc's zijn hoofdzakelijk ingericht op een sneltreindienst; 3 deuren per zijde, veel zitplaatsen, weinig klapstoelen en weinig fiets- of rolstoelplaatsen. Bij internationale treindiensten wordt de reisinformatie in zowel het Nederlands, Duits als Frans omgeroepen, bij binnenlandse diensten alleen in het Nederlands. In de middenbak (B) van de IIImc bevinden zich twee loungebanken. 
De IIImc's brengen een ander geluid voort dan de monocourante treinstellen (II, III). De oorzaak van dit geluid zijn de tractie-omvormers die ervoor zorgen dat het treinstel meerdere spanningen aankan; deze zijn van een ander type en gebruiken bovendien 3-level-techniek, waardoor het treinstel enigszins 'bromt'. Onder een bovenleidingsspanning van 1,5 kV= klinkt dit geluid weer anders dan onder 3 kV= en 15 kV~. Ook is er onder 1,5 kV= een zoemend geluid te horen dat afkomstig is van een smoorspoel op het dak.  

#### Techniek
De IIImc's hebben twee stroomafnemers die zich op de middelste bak bevinden; één voor gelijkstroom (1,5 en 3 kV=) en één voor wisselstroom (15 kV~). Achter iedere cabine bevindt zich een stroomomvormer die de spanning van de bovenleiding omzet in draaistroom voor de tractiemotoren. De omvormers werken met snel schakelende IGBT's; de frequentie waarmee deze geschakeld worden, is te horen tijdens het rijden. Beide tractiemotoren in een motordraaistel worden als groep aangestuurd. De trekkracht van de tractiemotoren wordt overgebracht op de assen door een tandwieloverbrenging, in de verhouding 1 : 5,347. 

#### Aflevering
De eerste IIImc (550) werd via Venlo afgeleverd op 19 september 2017. Aangezien een Belgische wet (uit 2014) dit verplicht voor nieuwe toelatingen op het spoornet, moesten de IIImc's voorzien worden van het beveiligingssysteem ETCS. Dit gebeurde in de periode 2021-2023 bij Stadler Refit in Blerick. De eerste testritten in België vonden plaats op 1 juni 2022; de 550 en 555 waren hierbij al voorzien van ETCS, de 554 nog niet. De uiteindelijke aanpassingen naar ETCS gebeurden in 2023, waarna begin 2024 testritten en de goedkeuring voor België volgden. Arriva kondigde meteen aan dat haar treinen in Noord-Nederland dezelfde ETCS-inbouw zouden krijgen. Begin mei 2024 zijn alle IIImc-treinstellen voorzien van 'Drielandentrein'-bestickering.

### III
De III's zijn driedelige treinstellen geschikt voor Nederland en zijn afgeleid van de driedelige FLIRTs van Keolis Nederland.  
In tegenstelling tot de IIImc zijn deze treinstellen wél voorzien van de Limburgse leeuw op de zijkanten van de cabines. In tegenstelling tot de II en IIImc zijn de III's voorzien van een cabinedeur aan de rechterkant van elke cabine. Het toilet en het gedeelte voor fietsen, kinderwagens en rolstoelen bevindt zich in de middelste bak. 

#### Aflevering
De eerste exemplaren (560 t/m 562) zijn in 2023 gebouwd en getest in het testcentrum Wegberg-Wildenrath. Op 5 januari 2024 werden de 560 en 561 via  Venlo overgebracht naar Nederland.
14 januari 2025 werden 566,567 en 568 door SRI 151 033 naar Venlo gebracht. De stellen uit deze serie hebben inmiddels hun Limburgse leeuw verloren.

## Onderhoud
De treinstellen worden onderhouden in de werkplaats van Stadler Rail te Venlo.

## Inzet

### Drielandentrein
De IIImc-treinstellen zijn technisch voorzien om te rijden tussen Luik (Liège) en Aken (Aachen) via Maastricht en Heerlen.
Het was de bedoeling dat de trein naar Aken zou gaan rijden zodra de dienstregeling 2019 van vervoerder Arriva ingaat. Maar de officiële goedkeuring van Duitse kant liet langer op zich wachten dan gedacht. Op maandag 3 december 2018 is duidelijk geworden dat het doorlopen van de hele toelatingsprocedure voor Duitsland niet voor 9 december 2018 is afgerond. Daarom mocht de trein niet op Duits spoor tot Aken rijden. Uiteindelijk ging de Drielandentrein vanaf 27 januari 2019 alsnog van/naar Duitsland rijden. 
In 2018 werd de toelating in België nog geweigerd. Reden hiervoor was het hoogteverschil op enkele perrons in België en het ontbreken van het beveiligingssysteem ETCS, verplicht voor alle nieuwe treinen in België.
De treinstellen reden vanaf 19 juni 2024 incidenteel in reizigersdienst op de S43 Luik-Maastricht, vanaf 30 juni 2024 als Drielandentrein. 

### Maaslijn
De III-treinstellen zijn bestemd voor de Maaslijn tussen Nijmegen en Venlo en de spoorlijn Venlo - Roermond (zuidelijke Maaslijn) nadat deze geëlektrificeerd zijn. Dit is vooralsnog in 2027 gepland.   

### Treinseries
De lijnen waar de II- en IIImc-treinstellen tijdens dienstregeling 2025 rijden, zijn: 
| Serie            | Treinsoort                                             | Route | Bijzonderheden |
| ---------------- | ------------------------------------------------------ | --- | --- |
| 18900 RE 18 S 43 | Sneltrein / Regional-Express / S-trein (Arriva / NMBS) | (Luik-Guillemins – ) Maastricht – Heerlen – Landgraaf – Herzogenrath – Aachen Hbf                                                                                | Drielandentrein (LIMAX). Tussen Luik-Guillemins en Maastricht wordt 1x/uur gereden. Tussen Maastricht en Aachen wordt 2x/uur gereden. |
| 32400 RS 12      | Stoptrein (Arriva)                                     | Maastricht Randwyck – Maastricht – Sittard – Roermond | |
| 32500 RS 15      | Stoptrein (Arriva)                                     | Sittard – Heerlen | |
| Nachttrein 32700 | Nachttrein (Arriva)                                    | Maastricht – Sittard – Roermond – Weert – Eindhoven Centraal – 's-Hertogenbosch – Utrecht Centraal – Amsterdam Bijlmer ArenA – Amsterdam Zuid – Schiphol Airport | Rijdt alleen in de nacht van vrijdag op zaterdag.                                                                                     |

Na 2027, als de Maaslijn en spoorlijn Roermond - Venlo geëlektrificeerd zijn, gaan de III-treinstellen ook tussen Roermond, Venlo en Nijmegen rijden.

## Namen
De tweedelige FLIRTs van Arriva in de concessie Limburg hebben de namen gekregen van bekende toeristische trekpleisters. Deze namen staan aan de buitenkant van de treinstellen bovenaan de kopbakken vermeld. Binnen in het treinstel is de cabine van het toilet van de buitenkant voorzien van nadere informatie over de naam van het betreffende treinstel.
| Stelnummer | Naam                                   | Officiële onthulling | Opmerking |
| ---------- | -------------------------------------- | -------------------- | --- |
| 450        | Kasteel Hoensbroek                     | 5 oktober 2017       | |
| 451        | De Groote Peel                         | 2 oktober 2017       | |
| 452        | De Cauberg                             | 12 april 2018        | |
| 453        | Abdij Rolduc                           | 1 februari 2018      | |
| 454        | Zuid-Limburgse Stoomtrein Maatschappij | 2 december 2017      | De naam staat slechts aan één zijde (de L-zijde) van het treinstel. |
| 455        | Het Geuldal                            | 16 januari 2018      | |
| 456        | Amerikaanse Begraafplaats Margraten    | 6 april 2018         | |
| 457        | Het Witte Stadje                       | 16 januari 2018      | |
| 458        | 't Jaomerdal                           | 23 maart 2018        | |
| 459        | Kasteeltuinen Arcen                    | 23 maart 2018        | Droeg tot medio 2018 de naam Kasteel Arcen. Raakte op 23 december 2016 in botsing met een NS FLIRT.                                                                                                |
| 460        | Pinkpop                                | 13 december 2017     | |
| 461        | Mestreech                              | 28 maart 2018        | |
| 462        | Beleef Kerkrade                        | 27 november 2019     | Gesponsorde naam voor de periode van een jaar. De bestickering aan de binnenkant van het treinstel is in 2022 verwijderd, een jaar later verdween ook de naam aan de buitenkant van het treinstel. |
| 463        | Bonnefantenmuseum                      | 28 maart 2018        | |
| 464        | Mookerheide                            | 16 januari 2018      | |

## Trivia
- In de eerste maanden van de Arriva's concessie in Limburg werd er een omroepstem gebruikt zonder Limburgse tongval.[25][26]
- De huidige Nederlandse omroepstem, die te horen is vanaf maart 2017, is ingesproken door Kirsten Paulus.[27][28]

## Foto's

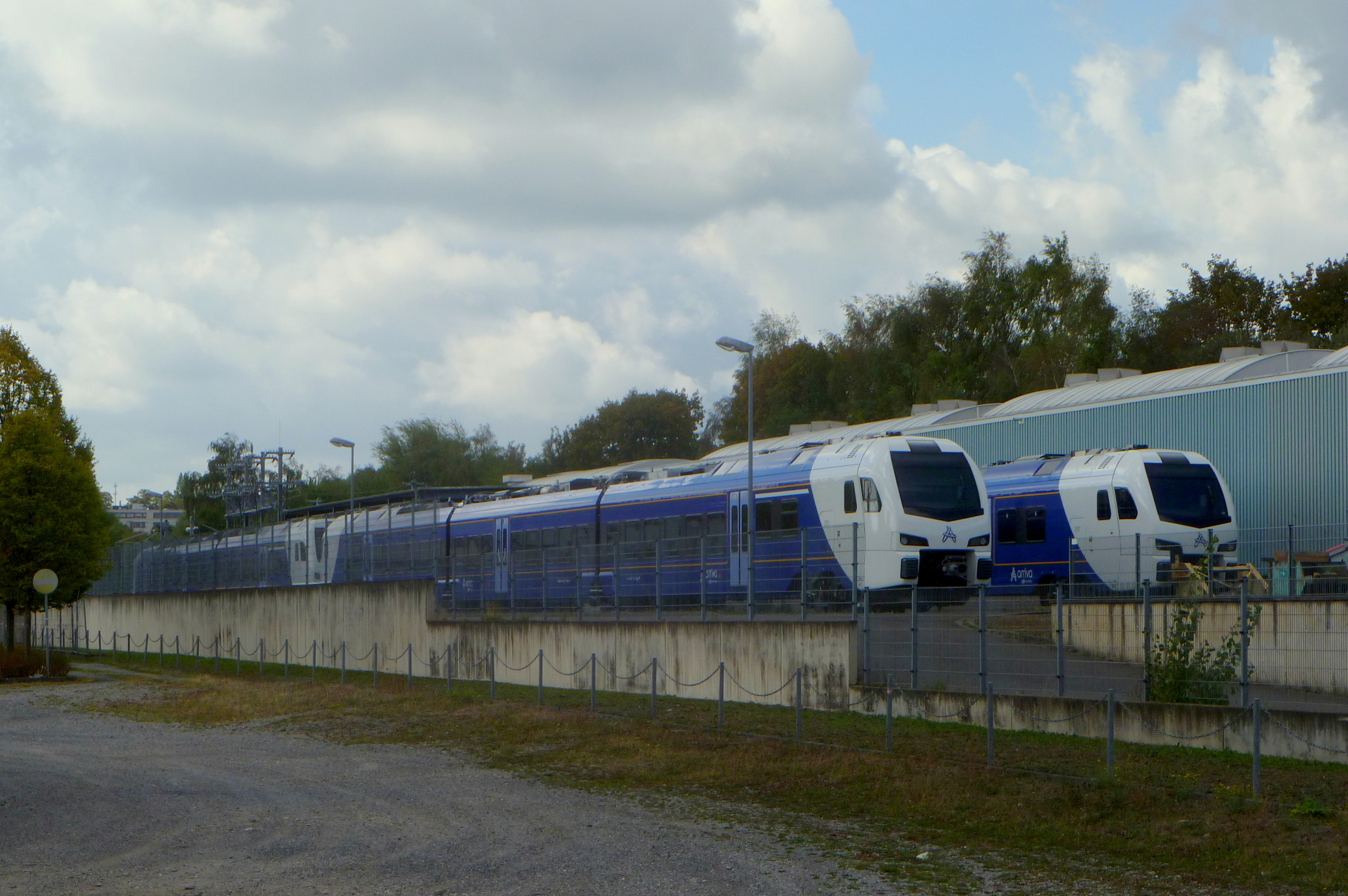
De destijds nieuwe IIImc's op het terrein van Talbot Services in Aachen.
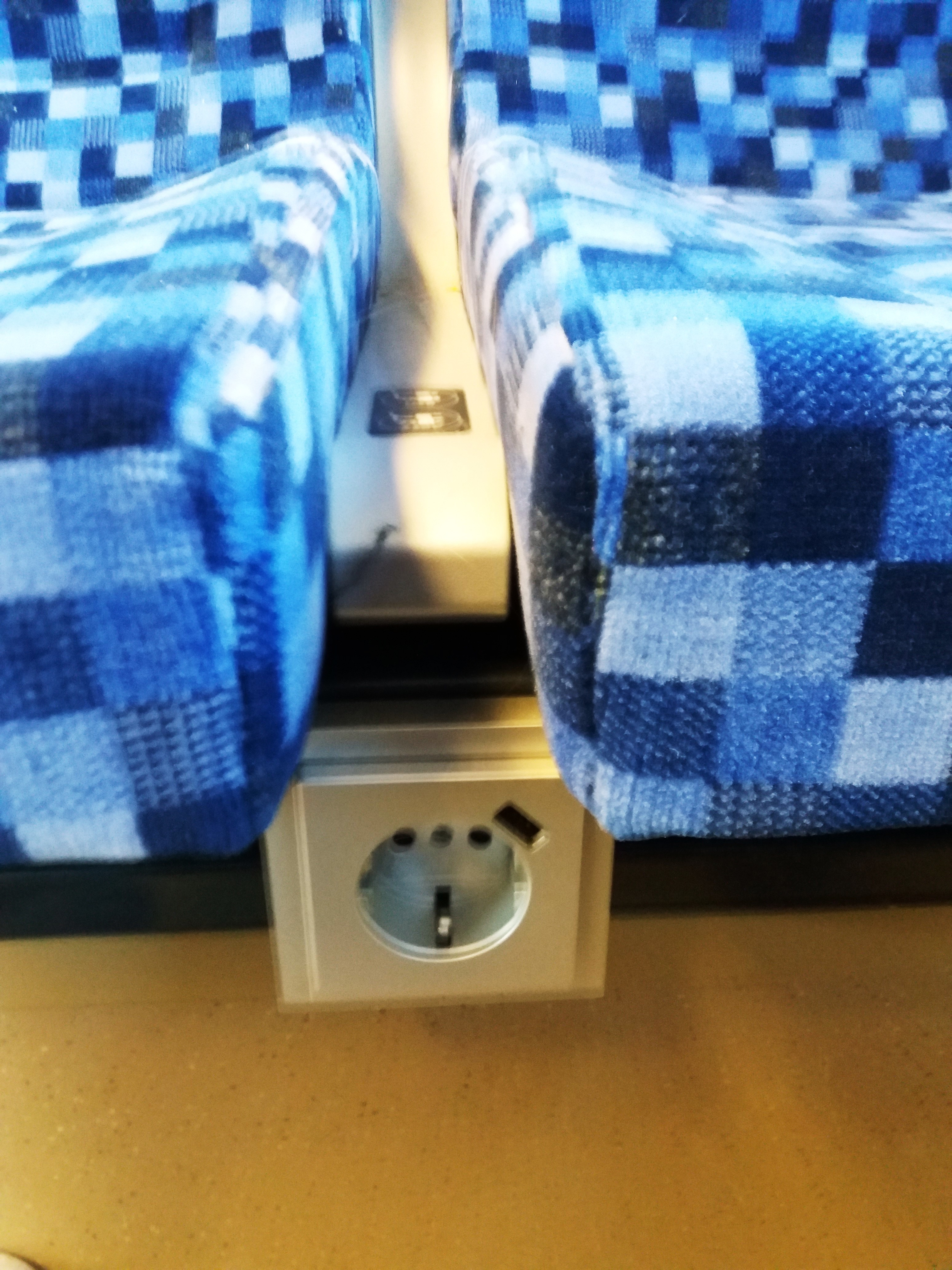
230 volt Contactdoos en USB-oplaadpunt voor het opladen van mobiele apparaten.
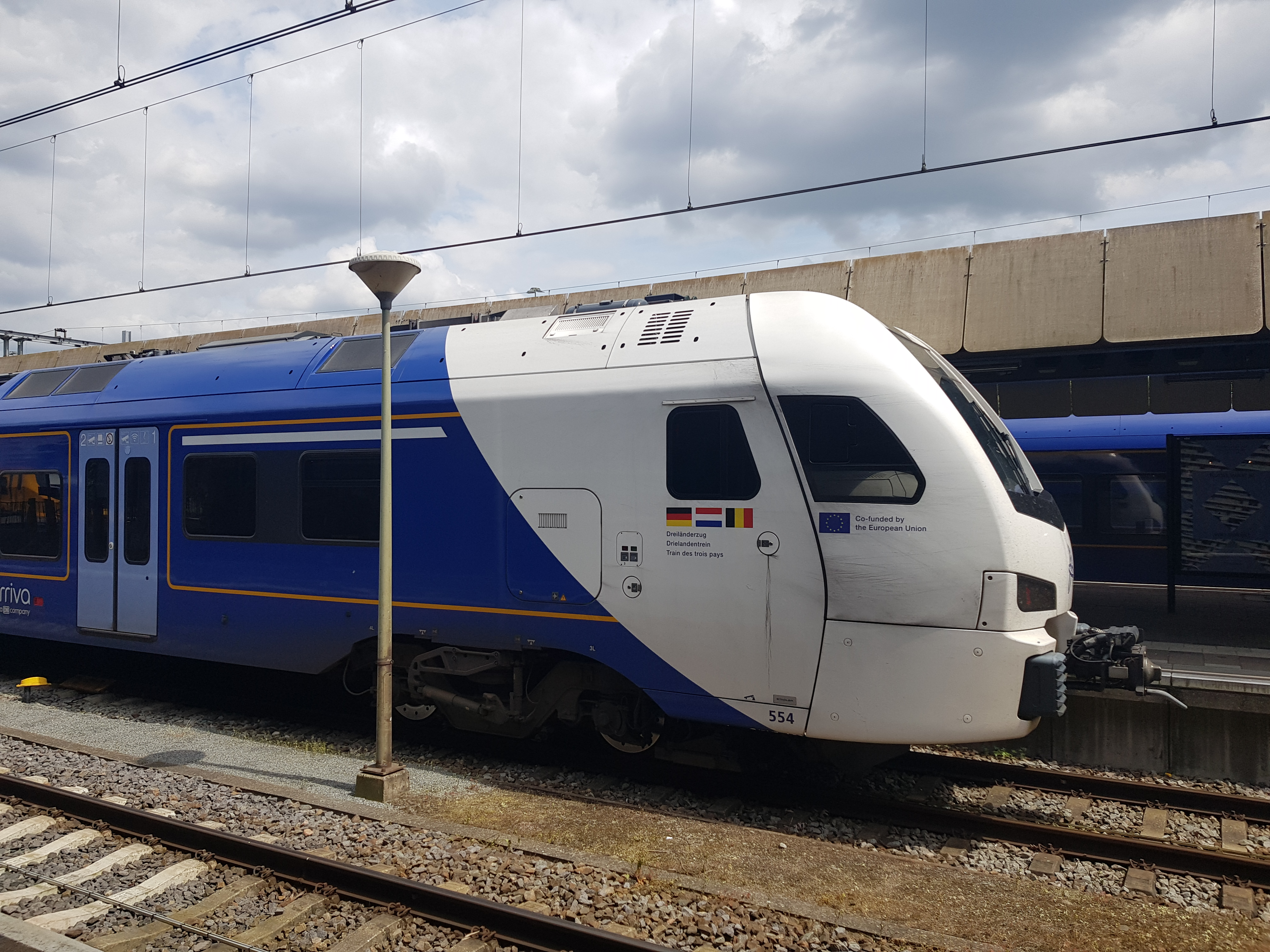
IIImc met Drielandentrein-bestickering.
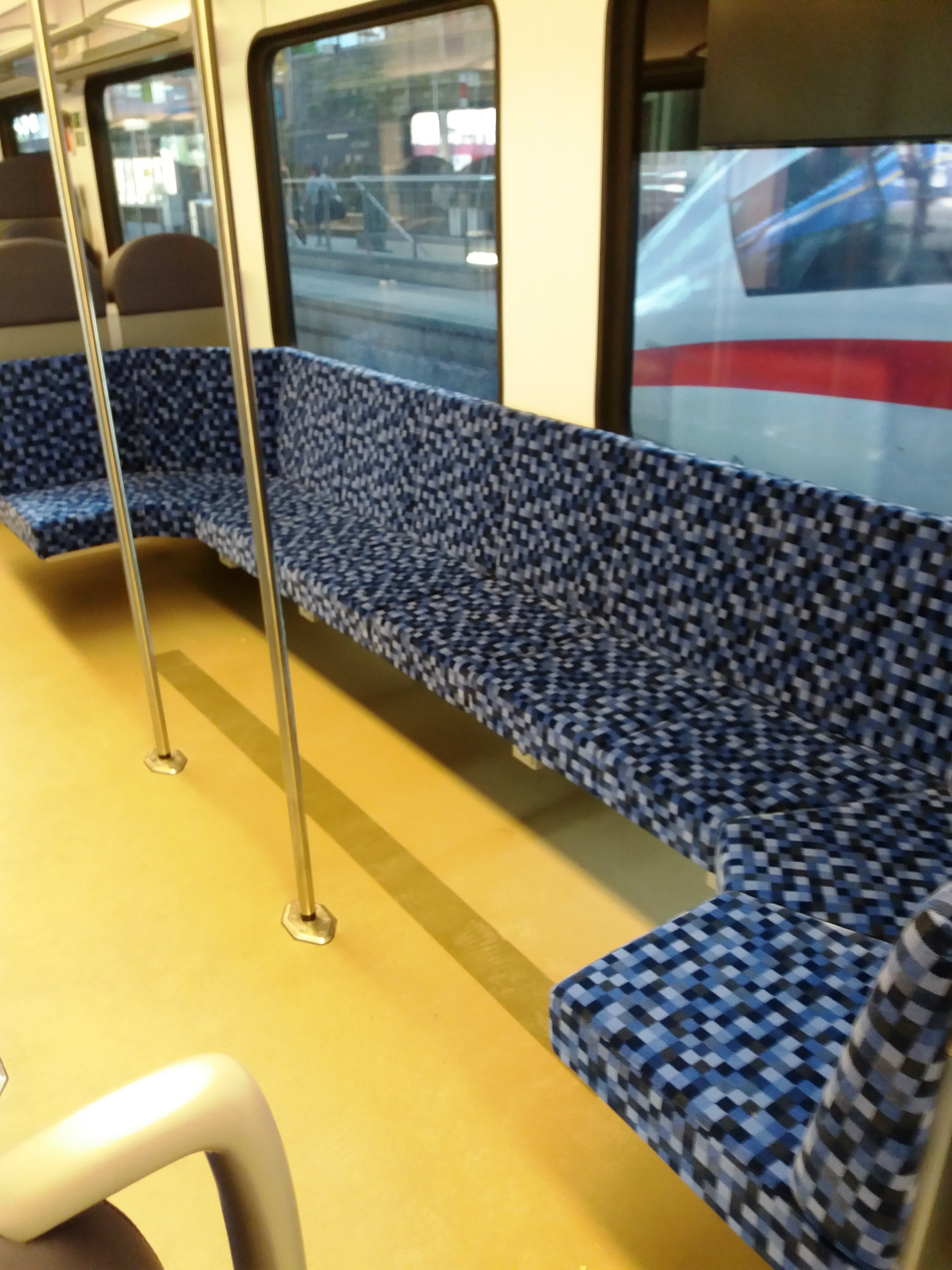
Loungebanken in een IIImc.